# 居眠り

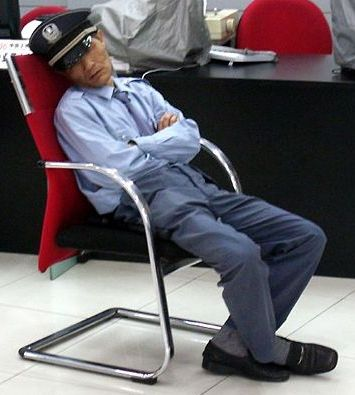
椅子に座ったままの睡眠

居眠り（いねむり、英: snooze）は、公共の場や職務中において睡眠すること。日本において顕著に観察される慣習である。

## 概要
「その場で寝る」を表す日本語由来の語として日本国外で参照されることがある。従業員が職務への忠誠を間接的に示す方法という解釈もある。長時間労働による自宅睡眠時間の短縮化の帰結として居眠りを強いられているという訳である。上司に自身のハードワークを認識させる目的で、故意に居眠りを装うこともあるとされる。
NASAの実験によれば、日中の睡眠によりワーキングメモリの効率が高まる。つまり他の作業に関わる情報を忘れずに記憶しつつ、目の前の作業により集中できるようになる。ワーキングメモリは簡単ではない作業を行う際に特に必要となる基礎機能とされる。
国会を始め、議会での議員の議場での居眠りは批判されることが多い。一方で、国会が形式的なものとなっており、全員が出席して黙って座っている今の国会の審議の在り方を変えるべきだという意見もある。一部の議会では、酸素ボックスを設置する、議員の顔をカメラで写し、配信するなどの対策が取られている。